# 佩爾尼克州
佩爾尼克州是保加利亞的一個州，位於該國西部，與塞爾維亞接壤。面積2,390.5平方公里，2006年人口156,561人。州府佩爾尼克，下分为6个市镇。